# Стеббинс, Генри Эндикотт
Генри Эндикотт Стеббинс (англ. Henry Endicott Stebbins; 16 июня 1905, Милтон, штат Массачусетс — 28 марта 1973) — американский дипломат, занимал должности посла США в Непале (1959—1966) и посла США в Уганде (1966—1969).

## Биография
Генри Эндикотт Стеббинс родился 16 июня 1905 года, в семье пастора Родерика Стеббинса и Эдит Эндикотт Стеббинс. Окончил академию города Милтон и Гарвардский университет в 1927 году.

### Карьера
Стеббинс поступил на работу в Государственный департамент в июле 1939 года, в качестве офицера дипломатической службы 8-го класса.
После службы на различных должностях в Европе и Турции Стеббинс был назначен вице-консулом в Лондоне при Джозефе Патрике Кеннеди в 1939 году. В 1951 году он был назначен консулом в Мельбурне, Австралия. В 1955 году президент Эйзенхауэр повысил его до инспектора дипломатической службы, а год спустя назначил старшим инспектором. В 1959 году Эйзенхауэр назначил Стеббинса послом в Непале, где он проработал до 1966 года. В 1961 году послом Стеббинсом был основан образовательный фонд Соединённых Штатов в Непале для содействия «взаимопониманию между народами Соединённых Штатов Америки и Непала путём более широкого обмена знаниями и профессиональными талантами посредством образовательной деятельности».
После своего ухода с должности посла в Непале, 27 июня 1966 года Стеббинс был назначен послом США в Уганде президентом Линдоном Джонсоном. Узнав про назначение на данную должность, мать Стеббинса была «взволнована» этой новостью, но хотела, чтобы он был дворником в Милтоне, потому что «тогда он хотя бы будет дома». Спустя три годы службы в Уганде, уволившись с дипломатической службы, Генри Стеббинс вернулся в Милтон.

### Смерть
28 марта 1973 года Генри Стеббинс трагически погиб в море после вероятного падения с палубы океанского лайнера «Леонардо да Винчи», в северной части Атлантического океана.